# 長野正和
長野 正和（ながの まさかず、1987年5月17日 - ）は、トップリーグの日野レッドドルフィンズに所属するラグビーユニオン選手。

## プロフィール
- 神奈川県横浜市出身。
- ポジションはプロップ(PR)。
- 身長 182cm、体重 110kg
- ニックネームはガンツ、ガンティーーーーーーー。
- ジュニア・ジャパンに選ばれたことがある[1]。
- 2012年日本代表にも初選出される。

## 略歴
ラグビーを始めたきっかけは中学校の時、ラグビー部の顧問の先生に誘われたことから。
2006年、日本大学高校卒業後、流通経済大学に入学する。
2009年、流通経済大学ラグビー部のFWリーダーに就任した。
2010年、流通経済大学卒業後、ヤマハ発動機ジュビロに加入。
2011年10月29日に行われたジャパンラグビートップリーグ第1節のNTTコミュニケーションズシャイニングアークス戦に先発出場で公式戦初出場を果たす。
2012年、日本代表に初めて選出された。
2016年、日野自動車レッドドルフィンズに加入。